# Herman van Roijen
Jan Herman van Roijen (Istanbul, 10 april 1905 - Wassenaar, 16 maart 1991) was een Nederlands politicus en diplomaat.
Van Roijen was een lid van de bestuurders familie Van Roijen en was een diplomaat met grote staat van dienst, die in het kabinet-Schermerhorn-Drees minister van Buitenlandse Zaken was. Hij speelde tijdens de Tweede Wereldoorlog een belangrijke rol in het (politieke) verzet. Hij trad als diplomaat in de voetsporen van zijn vader en werd later topambtenaar op Buitenlandse Zaken. Hij was als minister aanvankelijk plaatsvervanger van Van Kleffens en vier maanden later diens opvolger. Na zijn ministerschap werd hij ambassadeur in Canada, de Verenigde Staten en Groot-Brittannië. Van Roijen was ook een van de peetvaders van de Nederlandse prins Friso van Oranje-Nassau van Amsberg.

## Oorlogsjaren
Gedurende de oorlog is van Roijen twee keer in gevangenschap geraakt: van november 1940 tot februari 1941 (vanwege illegale activiteiten als ambtenaar) en van januari 1944 tot maart 1944 (wegens vermoedens van betrokkenheid bij een organisatie die mensen hielp naar Engeland te vluchten). Van Roijen verklaarde in 1950 tegenover de Parlementaire Enquêtecommissie Regeringsbeleid 1940-1945 dat hij sterke aanwijzingen had dat zijn vrijlating in maart 1944 te danken was aan bemoeienis door Felix Kersten.

## Indonesië en Nieuw-Guinea
In 1949 leidden door hem gevoerde onderhandelingen tot de Van Roijen-Roem-verklaring die uitzicht bood op beëindiging van het Nederlands-Indonesisch conflict en onafhankelijkheid voor Indonesië. In 1962 was hij als diplomaat nauw betrokken bij het oplossen van de Nieuw-Guineakwestie door middel van de overdracht van Nieuw-Guinea aan Indonesië.

## Onderscheidingen
In 1982 ontving hij de Four Freedoms Award voor vrijwaring van vrees.

## Biografie
- Rimko van der Maar en Hans Meijer, Herman van Roijen (1905-1991): een diplomaat van klasse, Uitgeverij Boom, 2013, ISBN 9789461055149

- Bibliothèque nationale de France: cb15080201d (data)
- Biografisch Portaal: 43548744
- Digitale Bibliotheek voor de Nederlandse Letteren: roij003
- Gemeinsame Normdatei: 124125832
- International Standard Name Identifier: 0000 0000 8199 9311
- Library of Congress Control Number: n2002047586
- National Archives and Records Administration: 76837794
- Nationale Bibliotheek van Israël: 987007282865005171
- Nederlandse Thesaurus van Auteursnamen: 06902944X
- Parlement.com: vg09lljh08xs
- SNAC: w6jt29fc
- Système universitaire de documentation: 184128633
- Trove: 1527087
- Virtual International Authority File: 13234104
- WorldCat: E39PBJqw8cdyCGp8TcwjbhmmVC